# Gran Premio motociclistico di Catalogna 2008
Il Gran Premio motociclistico di Catalogna 2008 corso l'8 giugno, è stato il settimo Gran Premio della stagione 2008 e ha visto vincere: la Honda di Daniel Pedrosa in MotoGP, Marco Simoncelli nella classe 250 e Mike Di Meglio nella classe 125.

## MotoGP

### Qualifiche
| Pos | Nº | Pilota           | Moto     | Tempo       | Distacco |
| --- | -- | ---------------- | -------- | ----------- | -------- |
| 1   | 1  | Casey Stoner     | Ducati   | 1'41.186    |          |
| 2   | 2  | Daniel Pedrosa   | Honda    | 1'41.269    | 0.083    |
| 3   | 69 | Nicky Hayden     | Honda    | 1'41.437    | 0.251    |
| 4   | 14 | Randy de Puniet  | Honda    | 1'41.571    | 0.385    |
| 5   | 5  | Colin Edwards    | Yamaha   | 1'41.609    | 0.423    |
| 6   | 52 | James Toseland   | Yamaha   | 1'41.820    | 0.634    |
| 7   | 4  | Andrea Dovizioso | Honda    | 1'42.053    | 0.867    |
| 8   | 7  | Chris Vermeulen  | Suzuki   | 1'42.365    | 1.179    |
| 9   | 46 | Valentino Rossi  | Yamaha   | 1'42.427    | 1.241    |
| 10  | 15 | Alex De Angelis  | Honda    | 1'42.580    | 1.394    |
| 11  | 56 | Shin'ya Nakano   | Honda    | 1'42.643    | 1.457    |
| 12  | 65 | Loris Capirossi  | Suzuki   | 1'42.648    | 1.462    |
| 13  | 24 | Toni Elías       | Ducati   | 1'42.808    | 1.622    |
| 14  | 21 | John Hopkins     | Kawasaki | 1'42.819    | 1.633    |
| 15  | 50 | Sylvain Guintoli | Ducati   | 1'43.204    | 2.018    |
| 16  | 33 | Marco Melandri   | Ducati   | 1'43.719    | 2.533    |
| 17  | 13 | Anthony West     | Kawasaki | 1'44.558    | 3.372    |
|     | 48 | Jorge Lorenzo    | Yamaha   | senza tempo |          |

### Gara

#### Arrivati al traguardo
| Pos | Nº | Pilota           | Squadra                 | Motocicletta | Giri | Tempo     | Griglia | Punti |
| --- | -- | ---------------- | ----------------------- | ------------ | ---- | --------- | ------- | ----- |
| 1   | 2  | Daniel Pedrosa   | Repsol Honda            | Honda        | 25   | 43:02.175 | 2       | 25    |
| 2   | 46 | Valentino Rossi  | Fiat Yamaha             | Yamaha       | 25   | +2.806    | 9       | 20    |
| 3   | 1  | Casey Stoner     | Ducati Marlboro         | Ducati       | 25   | +3.343    | 1       | 16    |
| 4   | 4  | Andrea Dovizioso | JiR Team Scot           | Honda        | 25   | +10.893   | 7       | 13    |
| 5   | 5  | Colin Edwards    | Tech 3 Yamaha           | Yamaha       | 25   | +16.426   | 5       | 11    |
| 6   | 52 | James Toseland   | Tech 3 Yamaha           | Yamaha       | 25   | +21.482   | 6       | 10    |
| 7   | 7  | Chris Vermeulen  | Rizla Suzuki            | Suzuki       | 25   | +21.548   | 8       | 9     |
| 8   | 69 | Nicky Hayden     | Repsol Honda            | Honda        | 25   | +22.280   | 3       | 8     |
| 9   | 56 | Shin'ya Nakano   | San Carlo Honda Gresini | Honda        | 25   | +22.375   | 11      | 7     |
| 10  | 21 | John Hopkins     | Kawasaki Racing         | Kawasaki     | 25   | +46.835   | 14      | 6     |
| 11  | 33 | Marco Melandri   | Ducati Marlboro         | Ducati       | 25   | +57.991   | 16      | 5     |
| 12  | 13 | Anthony West     | Kawasaki Racing         | Kawasaki     | 25   | +59.168   | 17      | 4     |
| 13  | 50 | Sylvain Guintoli | Alice Team              | Ducati       | 25   | +1:00.779 | 15      | 3     |

#### Ritirati
| Nº | Pilota          | Squadra                 | Motocicletta | Giri | Griglia |
| -- | --------------- | ----------------------- | ------------ | ---- | ------- |
| 14 | Randy de Puniet | LCR Honda               | Honda        | 11   | 11      |
| 15 | Alex De Angelis | San Carlo Honda Gresini | Honda        | 10   | 10      |
| 65 | Loris Capirossi | Rizla Suzuki            | Suzuki       | 10   | 12      |

#### Squalificato
| Nº | Pilota     | Squadra    | Motocicletta | Griglia |
| -- | ---------- | ---------- | ------------ | ------- |
| 24 | Toni Elías | Alice Team | Ducati       | 13      |

## Classe 250

### Arrivati al traguardo
| Pos | Nº | Pilota              | Squadra                    | Motocicletta | Giri | Tempo     | Griglia | Punti |
| --- | -- | ------------------- | -------------------------- | ------------ | ---- | --------- | ------- | ----- |
| 1   | 58 | Marco Simoncelli    | Metis Gilera               | Gilera       | 23   | 41:01.859 | 4       | 25    |
| 2   | 19 | Álvaro Bautista     | Mapfre Aspar               | Aprilia      | 23   | +0.039    | 1       | 20    |
| 3   | 21 | Héctor Barberá      | Toth Aprilia               | Aprilia      | 23   | +11.291   | 3       | 16    |
| 4   | 6  | Alex Debón          | Lotus Aprilia              | Aprilia      | 23   | +21.373   | 2       | 13    |
| 5   | 12 | Thomas Lüthi        | Emmi - Caffe Latte         | Aprilia      | 23   | +26.621   | 12      | 11    |
| 6   | 75 | Mattia Pasini       | Polaris World              | Aprilia      | 23   | +26.720   | 5       | 10    |
| 7   | 4  | Hiroshi Aoyama      | Red Bull KTM               | KTM          | 23   | +35.818   | 8       | 9     |
| 8   | 55 | Héctor Faubel       | Mapfre Aspar               | Aprilia      | 23   | +36.321   | 6       | 8     |
| 9   | 60 | Julián Simón        | Repsol KTM                 | KTM          | 23   | +36.964   | 10      | 7     |
| 10  | 52 | Lukáš Pešek         | Auto Kelly - CP            | Aprilia      | 23   | +41.237   | 16      | 6     |
| 11  | 14 | Ratthapark Wilairot | Thai Honda PTT SAG         | Honda        | 23   | +52.391   | 14      | 5     |
| 12  | 72 | Yūki Takahashi      | JiR Team Scot              | Honda        | 23   | +56.656   | 7       | 4     |
| 13  | 25 | Alex Baldolini      | Matteoni Racing            | Aprilia      | 23   | +59.282   | 19      | 3     |
| 14  | 54 | Manuel Poggiali     | Campetella Racing          | Gilera       | 23   | +1:02.503 | 17      | 2     |
| 15  | 32 | Fabrizio Lai        | Campetella Racing          | Gilera       | 23   | +1:02.656 | 18      | 1     |
| 16  | 50 | Eugene Laverty      | Blusens Aprilia            | Aprilia      | 23   | +1:07.418 | 20      |       |
| 17  | 7  | Russell Gómez       | Blusens Aprilia            | Aprilia      | 22   | +1 giro   | 21      |       |
| 18  | 45 | Doni Tata Pradita   | Yamaha Pertamina Indonesia | Yamaha       | 22   | +1 giro   | 24      |       |

### Ritirati
| Nº | Pilota            | Squadra               | Motocicletta | Giri | Griglia |
| -- | ----------------- | --------------------- | ------------ | ---- | ------- |
| 36 | Mika Kallio       | Red Bull KTM          | KTM          | 19   | 9       |
| 10 | Imre Tóth         | Toth Aprilia          | Aprilia      | 9    | 22      |
| 17 | Karel Abraham     | Cardion AB Motoracing | Aprilia      | 7    | 15      |
| 41 | Aleix Espargaró   | Lotus Aprilia         | Aprilia      | 2    | 13      |
| 92 | Daniel Arcas      | Honda Merson          | Honda        | 2    | 23      |
| 15 | Roberto Locatelli | Metis Gilera          | Gilera       | 0    | 11      |

## Classe 125

### Arrivati al traguardo
| Pos | Nº | Pilota              | Squadra                   | Motocicletta | Giri | Tempo     | Griglia | Punti |
| --- | -- | ------------------- | ------------------------- | ------------ | ---- | --------- | ------- | ----- |
| 1   | 63 | Mike Di Meglio      | Ajo Motorsport            | Derbi        | 22   | 41:08.708 | 2       | 25    |
| 2   | 44 | Pol Espargaró       | Belson Derbi              | Derbi        | 22   | +0.268    | 1       | 20    |
| 3   | 1  | Gábor Talmácsi      | Bancaja Aspar             | Aprilia      | 22   | +0.338    | 7       | 16    |
| 4   | 17 | Stefan Bradl        | Grizzly Gas Kiefer Racing | Aprilia      | 22   | +8.765    | 13      | 13    |
| 5   | 24 | Simone Corsi        | Jack & Jones WRB          | Aprilia      | 22   | +10.141   | 5       | 11    |
| 6   | 45 | Scott Redding       | Blusens Aprilia Junior    | Aprilia      | 22   | +11.178   | 4       | 10    |
| 7   | 51 | Stevie Bonsey       | Degraaf Grand Prix        | Aprilia      | 22   | +13.671   | 16      | 9     |
| 8   | 11 | Sandro Cortese      | Emmi - Caffe Latte        | Aprilia      | 22   | +13.755   | 11      | 8     |
| 9   | 33 | Sergio Gadea        | Bancaja Aspar             | Aprilia      | 22   | +15.541   | 6       | 7     |
| 10  | 93 | Marc Márquez        | Repsol KTM                | KTM          | 22   | +18.962   | 14      | 6     |
| 11  | 99 | Danny Webb          | Degraaf Grand Prix        | Aprilia      | 22   | +22.653   | 21      | 5     |
| 12  | 77 | Dominique Aegerter  | Ajo Motorsport            | Derbi        | 22   | +24.928   | 17      | 4     |
| 13  | 71 | Tomoyoshi Koyama    | ISPA KTM Aran             | KTM          | 22   | +25.013   | 22      | 3     |
| 14  | 38 | Bradley Smith       | Polaris World             | Aprilia      | 22   | +25.059   | 8       | 2     |
| 15  | 34 | Randy Krummenacher  | Red Bull KTM              | KTM          | 22   | +25.188   | 18      | 1     |
| 16  | 7  | Efrén Vázquez       | Blusens Aprilia Junior    | Aprilia      | 22   | +25.352   | 15      |       |
| 17  | 60 | Michael Ranseder    | I.C. Team                 | Aprilia      | 22   | +25.541   | 28      |       |
| 18  | 27 | Stefano Bianco      | S3+ WTR San Marino        | Aprilia      | 22   | +31.365   | 26      |       |
| 19  | 30 | Pere Tutusaus       | Bancaja Aspar             | Aprilia      | 22   | +42.899   | 29      |       |
| 20  | 16 | Jules Cluzel        | Loncin Racing             | Loncin       | 22   | +43.469   | 30      |       |
| 21  | 56 | Hugo van den Berg   | Degraaf Grand Prix        | Aprilia      | 22   | +56.930   | 32      |       |
| 22  | 73 | Takaaki Nakagami    | I.C. Team                 | Aprilia      | 22   | +1:01.318 | 19      |       |
| 23  | 19 | Roberto Lacalendola | Matteoni Racing           | Aprilia      | 22   | +1:02.867 | 35      |       |
| 24  | 95 | Robert Mureșan      | Grizzly Gas Kiefer Racing | Aprilia      | 22   | +1:17.370 | 33      |       |
| 25  | 69 | Louis Rossi         | FFM Honda GP 125          | Honda        | 22   | +1:18.790 | 36      |       |
| 26  | 75 | Ricard Cardús       | Andalucia Derbi           | Derbi        | 22   | +1:27.350 | 34      |       |
| 27  | 78 | Daniel Sáez         | Gaviota Prosolia Racing   | Aprilia      | 22   | +1:28.736 | 38      |       |

### Ritirati
| Nº | Pilota           | Squadra                   | Motocicletta | Giri | Griglia |
| -- | ---------------- | ------------------------- | ------------ | ---- | ------- |
| 14 | Axel Pons        | Jack & Jones WRB          | Aprilia      | 21   | 31      |
| 18 | Nicolás Terol    | Jack & Jones WRB          | Aprilia      | 20   | 3       |
| 35 | Raffaele De Rosa | Onde 2000 KTM             | KTM          | 20   | 12      |
| 6  | Joan Olivé       | Belson Derbi              | Derbi        | 19   | 10      |
| 29 | Andrea Iannone   | I.C. Team                 | Aprilia      | 17   | 9       |
| 21 | Robin Lässer     | Grizzly Gas Kiefer Racing | Aprilia      | 17   | 25      |
| 8  | Lorenzo Zanetti  | ISPA KTM Aran             | KTM          | 14   | 24      |
| 5  | Alexis Masbou    | Loncin Racing             | Loncin       | 13   | 23      |
| 31 | Jordi Dalmau     | SAG Castrol               | Honda        | 11   | 37      |
| 76 | Iván Maestro     | Hune Matteoni             | Aprilia      | 10   | 39      |
| 22 | Pablo Nieto      | Onde 2000 KTM             | KTM          | 1    | 20      |

### Non partito
| Nº | Pilota       | Squadra    | Motocicletta | Griglia |
| -- | ------------ | ---------- | ------------ | ------- |
| 12 | Esteve Rabat | Repsol KTM | KTM          | 27      |